# 시트로엥 DS7 크로스백
디에스 DS7 크로스백은 프랑스의 제조사인 디에스 오토모빌에서 생산/판매하는 준중형 SUV이다. 2017년 2월 28일에 처음 선보였으며 2017년 3월 제87회 제네바 모터쇼에서 공개 시사회되었다.

## 갤러리

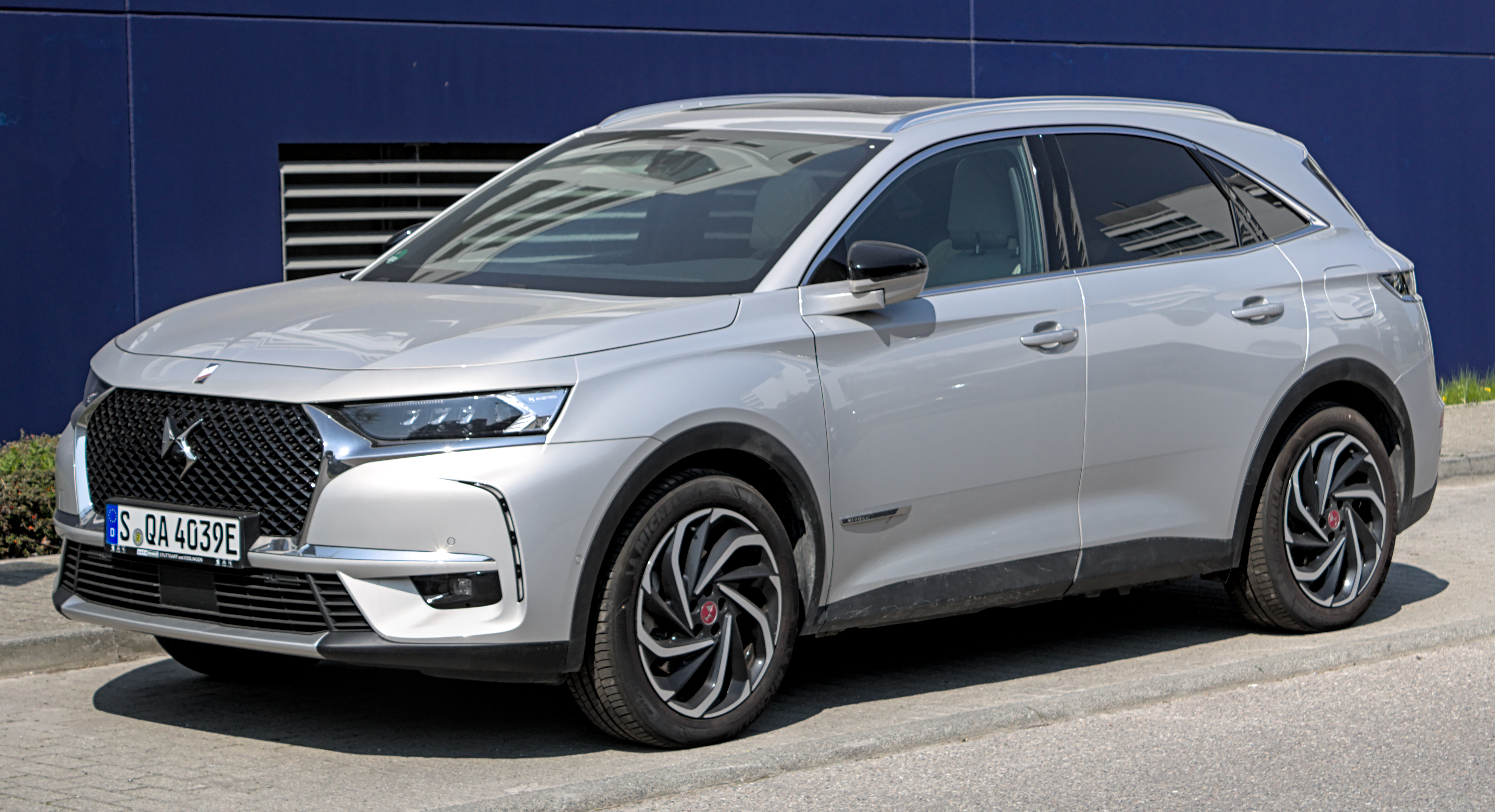
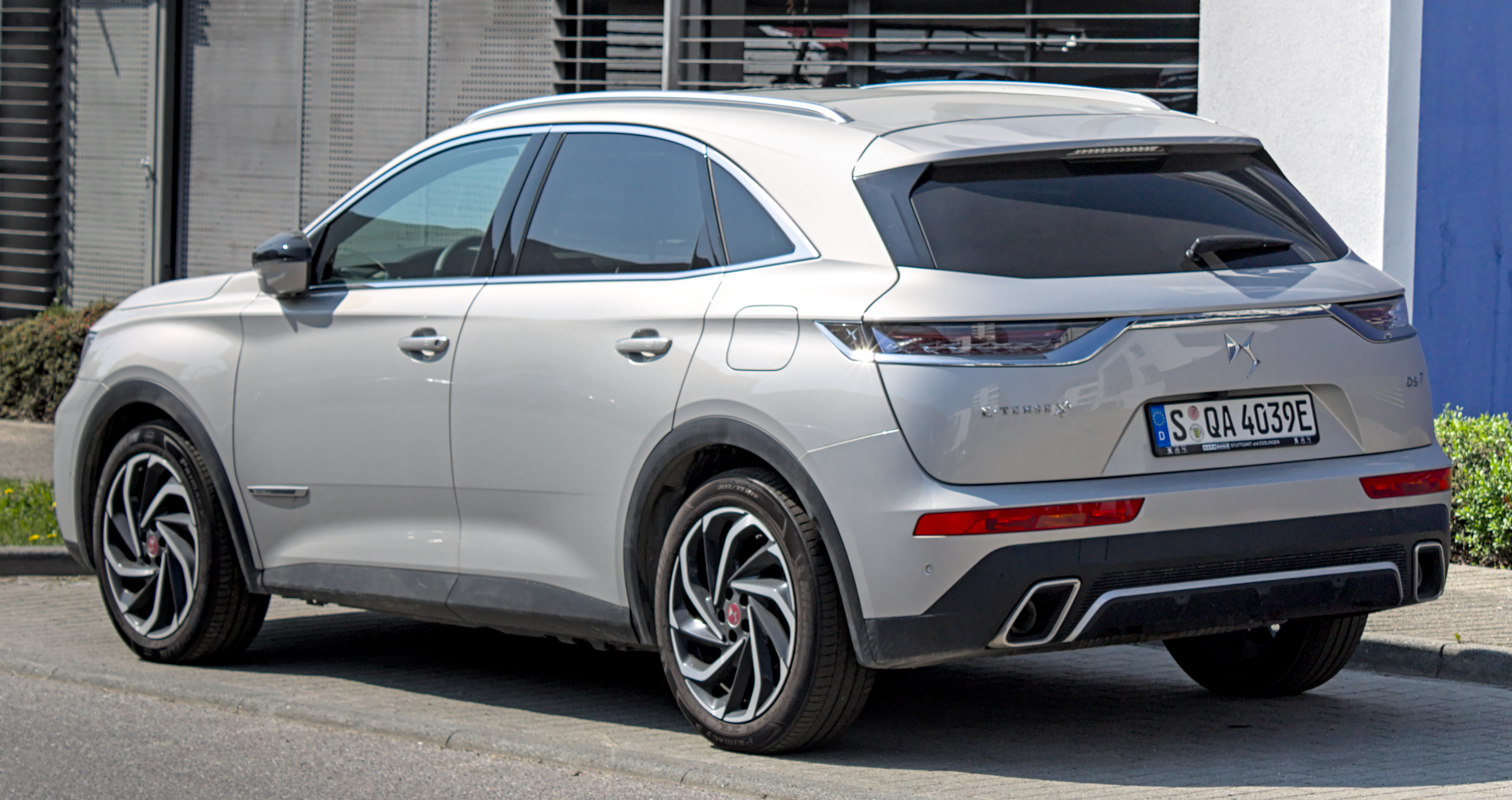
후방
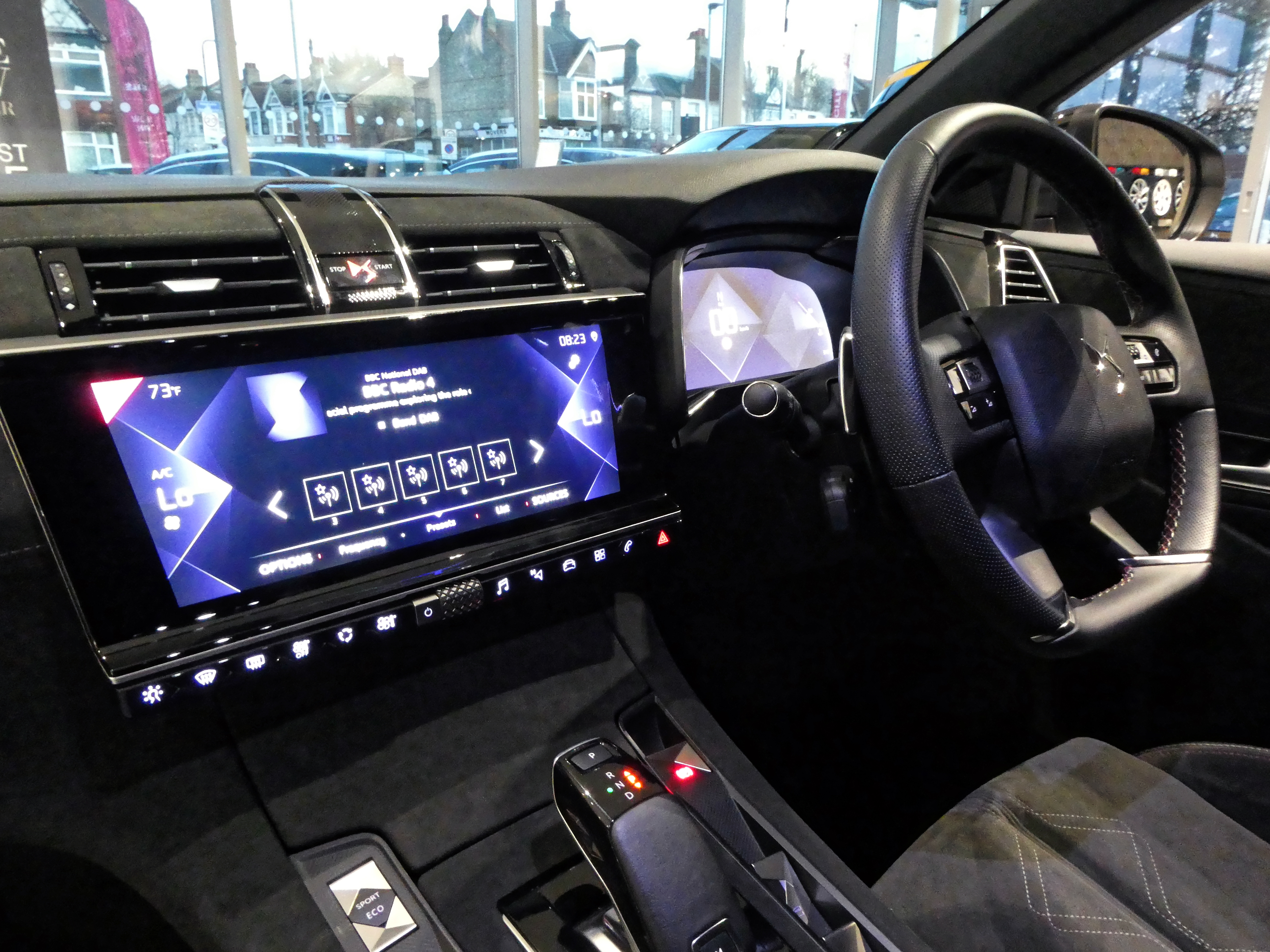
내부